# Hervé (Komponist)

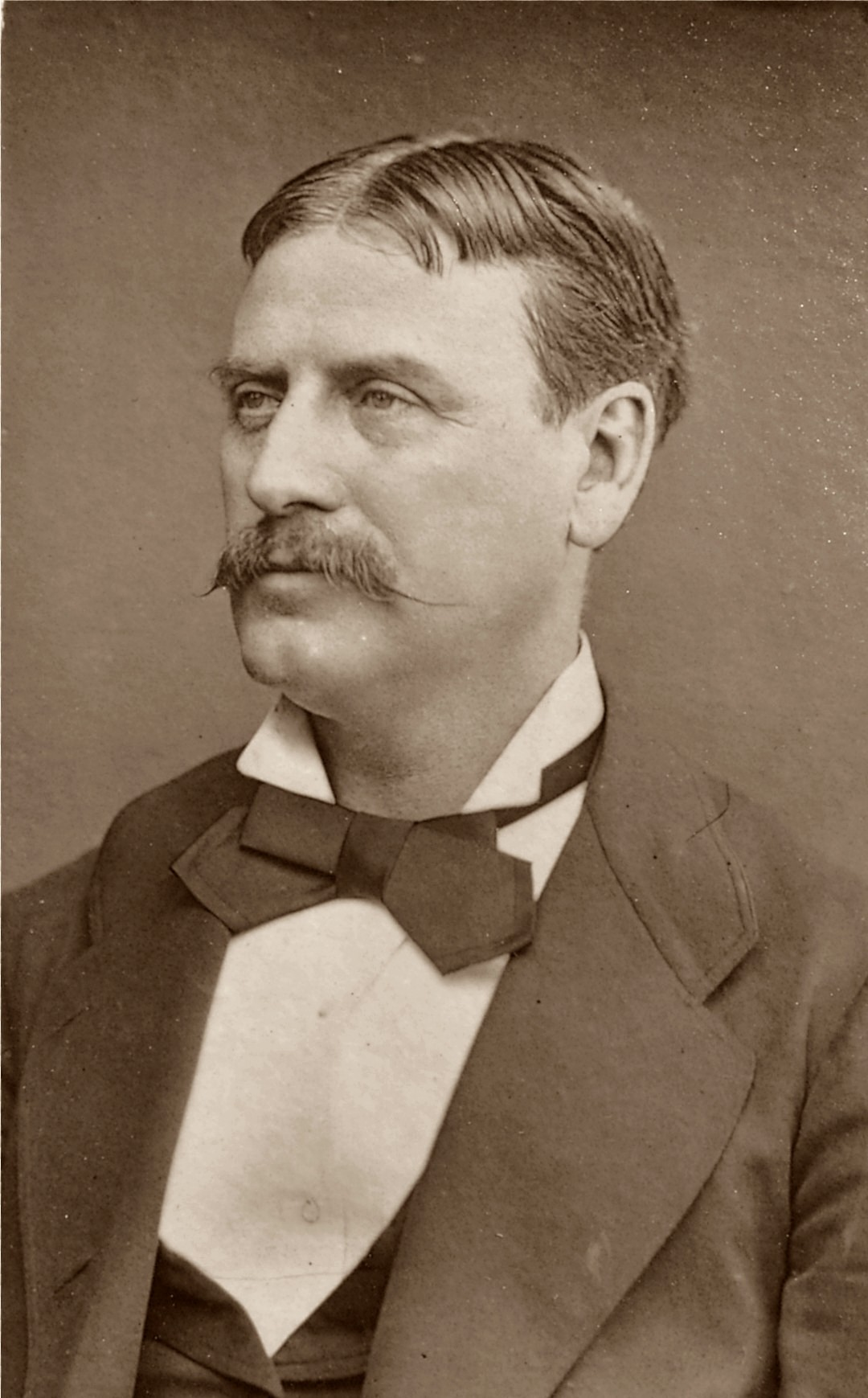
Florimond Ronger

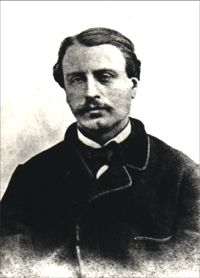
Hervé (Komponist)

Hervé, eigentlich Louis Auguste Florimond Ronger, (* 30. Juni 1825 in Houdain bei Arras; † 4. November 1892 in Paris) war ein französischer Komponist.

## Leben
Hervé war zunächst Organist und Bühnensänger, ehe er 1851 Kapellmeister des Théâtre du Palais-Royal wurde. Er wurde der Begründer einer neuen französischen Operettenära. Durch seine Les Folies-Concertantes, ein 1854 übernommenes Bühnentheater, für das er mehrere Stücke schrieb, wurde er der Vorläufer der „Bouffes-Parisiennes“ Jacques Offenbachs und der in ihrem Gefolge aufblühenden Parodien-Musik.

## Werke
- Das scheinheilige Mädchen
- Der verrückte Tonsetzer, 1854
- Les chevaliers de la table ronde, 1866
- L’œil crevé (deutsch: Das geplatzte Auge, Text: Hervé), 1867
- Chilperich, (Text: Hervé), 1868
- Le petit Faust, (Text: Hector Crémieux), 1869
- Les Turcs, (Text: Hector Crémieux), 1869
- Le trône d’Ecosse, (Text: Hector Crémieux), 1871
- La veuve du Malabar, (Text: Hector Crémieux), 1873
- La belle poule, (Text: Hector Crémieux), 1875
- Die Frau für Papa, 1879
- Lili, 1882
- Mamzelle Nitouche, (Text: Henri Meilhac, Albert Millaud), 1883